# Bundeswarnzentrale
Die Bundeswarnzentrale (BWZ) ist eine Einrichtung des österreichischen Bundesministeriums für Inneres für den Zivilschutz im Rahmen des Staatlichen Krisen- und Katastrophenschutzmanagements (SKKM). Sie ist als Alarmzentrale für Warnung und Alarmierung der gesamten Bevölkerung in Österreich zuständig. Die Leitstellen der Länder sind die Landeswarnzentralen (LWZ).

## Funktion und Geschichte
Ihre Aufgaben liegen einerseits innerhalb der Republik: Sie alarmiert bei großräumigen Katastrophen die Landeswarnzentralen der einzelnen Bundesländer. Außerdem ist sie im Katastrophenfall für die internationale Krisenkommunikation verantwortlich: Sie verständigt andere Staaten, falls diese von Katastrophen betroffen sind, und fungiert als Anlaufstelle bei ausländischen Ereignissen, die Österreich betreffen können. So bestehen Vereinbarungen mit den Nachbarstaaten, mit der EU, mit der NATO und mit der UN.
In der Bundeswarnzentrale befindet sich die permanente Beobachtungsstelle des Strahlenfrühwarnsystems und direkte Kommunikationsmöglichkeiten mit den Einsatzorganisationen.
Anfänge der Warndienste in Österreich gehen auf die 1960er zurück, als die örtlichen Feuerwehren, anfangs noch in Funknetzen, verbunden wurden, und parallel sich im Alpenraum die Lawinenwarndienste und die Bedarfsanalyse der Wildbachverbauung entwickelten – Anlass waren etwa das Donauhochwasser 1954 in Nordösterreich, die Lawinenkatastrophen Winter 1951 und im Walsertal 1954 in Westösterreich oder die Hochwasserkatastrophe von Breitenau 1958 in der Steiermark.
Nach der Nuklearkatastrophe von Tschernobyl im April 1986 wurde vom Bund, den Ländern und Gemeinden gemeinsam ein flächendeckendes System zur Alarmierung der Bevölkerung im Zivilschutz- und Katastrophenfall eingerichtet.

Die Bundeswarnzentrale wurde dann Mai 2003 durch Zusammenführung der bisher in verschiedenen Ressorts angesiedelten Koordinationsgremien in einem neuen Koordinations-Ausschuss unter dem Vorsitz des Generaldirektors für die öffentliche Sicherheit (GDföS) eingerichtet. Auch die im Jahr 2000 eingerichtete Österreichische Plattform für internationale humanitäre und Katastrophenhilfe wurde in den neuen Ausschuss integriert. Damit ist die Sicherheitsdirektion am Innenministerium für die gesamte Koordination des staatlichen Katastrophenschutzmanagements, des Krisenmanagements und für die internationale Katastrophenhilfe zuständig.
Seit 2006 ist die Bundeswarnzentrale in das Einsatz- und Krisenkoordinationscenter (EKC) des Innenministeriums, als umfassendste Leitstelle für Ausnahmefälle aller Art, eingebunden.
Ihr untergeordnet sind die Landeswarnzentralen (LAWZ), die in den – für den Katastrophenschutz zuständigen – Bundesländern eingerichtet sind.
Diese sind (je nach Bundesland) an den Ämtern der Landesregierungen, den Landesfeuerwehrkommandos oder Landesfeuerwehrschulen angesiedelt, da die Feuerwehr über die flächendeckendsten Katastrophenschutzmöglichkeiten verfügt, oder ausgelagerte Institutionen.
Die Landeswarnzentralen wurden ab 1987, nach Tschernobyl, auf Landesebene institutionalisiert.
Nach der Lawinenkatastrophe von Galtür 1999 wurde dann insbesondere die elektronischen Vernetzung forciert, und – im Rahmen der eGovernment-Offensive der 1990er/2000er – auch mit den anderen zivilschutzrelevanten Behörden, wie den Ministerien und Exekutivorganen (Polizei, Bundesheer), ZAMG, BEV (Rauminformation), BAW, die.Wildbach, wie auch Zivilschutzverbänden und den Einsatzorganisationen wie Rotes Kreuz, Samariterbund, Notarzthubschrauber, Kriseninterventionsdienst, aber auch beispielsweise Wasserrettung, Bergrettung, Rettungshundebrigade des Bundesheeres, vernetzt, und die spezialisierten Warndienste (etwa Wetter, Erdbeben, Strahlen der ZAMG, Hochwasser des BAW) integriert. Auch die Aktivierung des Warn- und Alarmsystems (der Sirenen) wird heute so zentral gesteuert.
Zunehmend bilden sich auch Warnverbünde mit den Diensten der ausländischen Nachbarregionen in kleinräumigerer Vernetzung, etwa das Fastlink-Projekt für den seismologischen Dienst in beiden Tirols im Rahmen von Interreg III.

## Liste der österreichischen Warnzentralen
gegr. … gegründet
Der Weblink zielt auf die Nachrichtenseite der Website
| Land             | Name (Dienst/Org.)                                         | Abk.                    | Form | Sitz | Anmerkung (sort.: gegr.) | Web           |
| ---------------- | ---------------------------------------------------------- | ----------------------- | --- | --- | --- | ------------- |
| Österreich       | Bundeswarnzentrale                                         | BWZ (BMI/II/4)          | Bundesministerium für Inneres, Abteilung II/4 Zivilschutz, Krisen- und Katastrophenschutzmanagement                    | Wien 1 (1014), Herrengasse 7 (Innenministerium)                                                                              | Kontaktstelle der nationalen und internationalen Zivilschutzeinrichtungen; einger. 2003 | [ 9 ]         |
| Burgenland       | Landessicherheitszentrale Burgenland                       | LSZ-B                   | Amt der Bgld. Landesregierung, Abteilung 8, Kompetenzzentrum Sicherheit, Landessicherheitszentrale                     | Eisenstadt, Europaplatz 1 (Amt der Burgenländischen Landesregierung)                                                         | Integrierte Leitstelle der Einsatzorganisationen im Burgenland, u. a. Leitstelle für Feuerwehr und Rettungsdienst | [ 12 ]        |
| Kärnten          | Landesalarm- und Warnzentrale Kärnten                      | LAWZ-K                  | Dienst des Kärntner Landesfeuerwehrverbands                                                                            | Klagenfurt, Roseneggerstraße 20 (LAWZ)                                                                                       | Im Haus auch Bergrettung, Wasserrettung, Zivilschutzverband, Abt. Katastrophenschutz AKL Kärnten; gegr. 1968, Neubau 1991                                                                                                  | [ 14 ]        |
| Niederösterreich | Niederösterreichische Landeswarnzentrale                   | LWZ-N                   | Servicestelle von NÖ Landesregierung und NÖ Landesfeuerwehrverband                                                     | Tulln a. d. D., Langenlebarner Straße 106 (NÖ Zentrum für Brand-, Katastrophen- und Zivilschutz)                             | gegr. 2003, ursp. 60er Funkstelle Florian Tulln der NÖ Landes-Feuerwehrschule, seit Mai 2006 neues Haus | [ 16 ] [ 17 ] |
| Oberösterreich   | Landeswarnzentrale Oberösterreich                          | LWZ-O                   | Alarmierungsstelle der oberösterreichischen Feuerwehren (Florian LFK)                                                  | Linz, Petzoldstraße 43 (Oö. Landes-Feuerwehrverband)                                                                         | Vom Oö. L-FWV als Zentralleitung des Katastrophenhilfsdienstes der Oö. Landesregierung betrieben; gegr. 1978 | [ 20 ]        |
| Salzburg         | Landesalarm- und -warnzentrale / Landeswarndienst Salzburg | LAWZ / LWD-S (Ref.0/33) | Land Salzburg, Landesamtsdirektion, Fachabt. 0/3 Präsidialangelegenheiten, 0/33 Referat für Katastrophenschutz         | Salzburg, Karolingerstraße 30 (Landesfeuerwehrkommando)                                                                      | sonst primär die Bezirkshauptmannschaften zuständig; Zentrale einger. 2005, umfasst auch die Sturmwarnung für Salzburgs Seen und den Lawinenwarndienst sowie die Alarmierung und Disposition aller Salzburger Feuerwehren. | [ 23 ]        |
| Steiermark       | Landeswarnzentrale Steiermark                              | LWZ Stmk (LAD-FAKS)     | Amt der Steiermärkischen Landesregierung, Landesamtsdirektion, Fachabteilung Katastrophenschutz und Landesverteidigung | Graz, Paulustorgasse 4 (Palais Herberstein)                                                                                  | Permanente Ansprech- und Koordinierungsstelle für jede Art von Katastrophen und Schadensereignissen; 1963/64 Landeskatastrophenfunknetz, einger. 1973 als Referat, 1980 eigene Abteilung                                   | [ 25 ]        |
| Tirol            | Landeswarnzentrale Tirol                                   | LWZ-T (KatS)            | Land Tirol, Gruppe Gesellschaft, Gesundheit und Soziales, Abteilung Zivil- und Katastrophenschutz                      | Innsbruck, Eduard-Wallnöfer-Platz 3 (Landhaus 1)                                                                             | Fachbereich der Abt. Zivil- und Katastrophenschutz. Permanente Ansprechstelle im Katastrophenfall für das Land Tirol und die Behörden. Blauchlichtorganisationen (Ausnahme Polizei) über die Leitstelle Tirol.             | [ 27 ]        |
| Vorarlberg       | Landeswarnzentrale Vorarlberg                              | LWZ-V (Abt.Ia)          | Amt der Vorarlberger Landesregierung, Gruppe I Inneres, Abteilung Ia Inneres und Sicherheit                            | Bregenz, Landhaus (Landtag/Landesregierung)                                                                                  | Warn- und Einsatzzentrale des Landes Vorarlberg; einger. ??, Lawinenwarndienst seit 1953 | [ 29 ]        |
| Wien             | Krisenmanagement und Sicherheit Wien                       | MD-OS                   | Magistrat der Stadt Wien, Geschäftsbereich Organisation und Sicherheit, Gruppe Krisenmanagement und Sicherheit         | Wien 1 (1082 – trotz Postleitzahl des 8. Bezirkes liegt das Rathaus innerhalb des ersten), Friedrich-Schmidt-Platz 3, 1. St. | Fachstelle für Krisenmanagement, einger. 2003; urspr. Feuerwache Rathaus der Berufsfeuerwehr Wien | [ 32 ]        |